# Anchonastus
Anchonastus là một chi nhện trong họ Sparassidae.